# بلير لي الثالث
بلير لي الثالث هو ضابط وسياسي أمريكي، ولد في 19 مايو 1916 في سيلفر سبرينغ في الولايات المتحدة، وتوفي بنفس المكان في 25 أكتوبر 1985. نشط حزبياً في الحزب الديمقراطي. وقد انتخب عضو مجلس ولاية ماريلند ‏ وانتخب Secretary of State of Maryland ‏ (1969 – 1971) وانتخب عضو مجلس النواب لولاية ماريلند ‏.